# Griekenland op de Olympische Zomerspelen 1908
Griekenland nam bij de Olympische Zomerspelen 1908 in Londen, Engeland voor de vierde keer deel aan de Spelen.

## Medailleoverzicht
| Sport       | Olympiër                 | Discipline              | Medaille |
| ----------- | ------------------------ | ----------------------- | -------- |
| Atletiek    | Konstantinos Tsiklitiras | staand verspringen (m)  | Zilver   |
| Atletiek    | Konstantinos Tsiklitiras | staand hoogspringen (m) |          |
| Atletiek    | Michalis Dorizas         | speerwerpen (m)         |          |
| Schietsport | Anastasios Metaxas       | trap (m)                | Brons    |

## Deelnemers en resultaten

### Atletiek
| Olympiër                 | Discipline                  | Resultaat | Prestatie               |
| ------------------------ | --------------------------- | --------- | ----------------------- |
| Mikhail Paskalides       | 100m (m)                    | series    | serie 6: 4de            |
| Georgios Skoutarides     | 100m (m)                    | series    | serie 1: 2de in 11,9    |
| Mikhail Paskalides       | 200m (m)                    | series    | serie 9: 2de in 24,0    |
| Stefanos Dimitrios       | 800m (m)                    | DNF       | serie 4: niet gefinisht |
| Stefanos Dimitrios       | 1500m (m)                   | series    | serie 4: 4de            |
| Georgios Koulouberdas    | 5 mijl (m)                  | DNF       | serie 2: niet gefinisht |
| Georgios Skoutarides     | 110m horden (m)             | series    | serie 3: 2de in 17,0    |
| Nikolaos Kouloumberdas   | marathon (m)                | DNF       | niet gefinisht          |
| Anastasios Koutoulakis   | marathon (m)                | DNF       | niet gefinisht          |
| Dimitrios Muller         | hink-stap-springen (m)      | 15e       | 13,09m                  |
| Georgios Banikas         | polsstokhoogspringen (m)    | 6e        | 3,50m                   |
| Stefanos Kountouriotis   | polsstokhoogspringen (m)    | 9e        | 3,25m                   |
| Konstantinos Tsiklitiras | staand verspringen (m)      | Zilver    | 3,325m                  |
| Konstantinos Tsiklitiras | staand hoogspringen (m)     | Zilver    | 1,55m                   |
| Michalis Dorizas         | kogelstoten (m)             | 9-25e     |                         |
| Nikolaos Georgantas      | kogelstoten (m)             | 9-25e     |                         |
| Michalis Dorizas         | discuswerpen (m)            | 12-42e    |                         |
| Nikolaos Georgantas      | discuswerpen (m)            | 12-42e    |                         |
| Charalambos Zouras       | speerwerpen (m)             | 8-16e     |                         |
| Michalis Dorizas         | grieks discuswerpen (m)     | 5e        | 33,34m                  |
| Nikolaos Georgantas      | grieks discuswerpen (m)     | 6e        | 33,21m                  |
| Michalis Dorizas         | speerwerpen vrije stijl (m) | Zilver    | 51,36m                  |
| Nikolaos Georgantas      | speerwerpen vrije stijl (m) | 10-33e    |                         |
| Charalambos Zouras       | speerwerpen vrije stijl (m) | 4e        | 48,61m                  |

### Schietsport
| Olympiër | Discipline                          | Resultaat | Prestatie   |
| --- | ----------------------------------- | --------- | ----------- |
| Alexandros Theofilakis | 1000 yards vrij geweer (m)          | 45e       | 30 punten   |
| Ioannis Theofilakis Matthias Triantafyllidis Alexandros Theofilakis Georgios Orphanidis Defkalion Rediadis Frangiskos Mavrommatis | 300m vrij geweer team (m)           | 9e        | 3789 punten |
| Ioannis Theofilakis Matthias Triantafyllidis Alexandros Theofilakis Georgios Orphanidis Defkalion Rediadis Frangiskos Mavrommatis | militair geweer team (m)            | 7e        | 1999 punten |
| Georgios Orphanidis | 50&100 yards kleinkalibergeweer (m) | 15e       | 357 punten  |
| Frangiskos Mavrommatis | 50 yards pistool (m)                | 25e       | 419 punten  |
| Defkalion Rediadis | 50 yards pistool (m)                | 32e       | 397 punten  |
| Alexandros Theofilakis | 50 yards pistool (m)                | 26e       | 409 punten  |
| Ioannis Theofilakis | 50 yards pistool (m)                | 29e       | 406 punten  |
| Frangiskos Mavrommatis Georgios Orphanidis Alexandros Theofilakis Ioannis Theofilakis                                             | 50 yards pistool team (m)           | 7e        | 1576 punten |
| Anastasios Metaxas | trap (m)                            | Brons     | 57 punten   |

### Wielersport
Griekenland had één wielrenner die aan de Spelen deelnam. Op zijn beide afstanden, de 20 en 100 km haalde hij de finish niet.
| Olympiër             | Discipline | Resultaat | Prestatie               |
| -------------------- | ---------- | --------- | ----------------------- |
| Ioannis Santorinaios | 20km (m)   | DNF       | serie 5: niet gefinisht |
| Ioannis Santorinaios | 100km (m)  | DNF       | serie 1: niet gefinisht |

Argentinië · Australazië · België · Bohemen · Canada · Denemarken · Duitsland · Finland · Frankrijk · Griekenland · Groot-Brittannië · Hongarije · Italië · Nederland · Noorwegen · Oostenrijk · Rusland · Turkije · Verenigde Staten · Zuid-Afrika · Zweden · Zwitserland